# Adeline Acart
Adeline Acart (Gent, 1874 – Lovendegem, 15 november 1961) was een Belgisch kunstschilderes, tekenaresen aquarelliste.

## Levensloop
Ze was leerlinge van J. Goudry, Ferdinand Willaert. Zij studeerde aan de Academie van Gent bij Jean Delvin en tekenlessen bij George Minne.
Ze schilderde in een intimistische sfeer kerkinterieurs met een sterke religieuze geladenheid en verstilde interieurs van begoede burgersalons. Ze werkte ook in Wenduine en in Lier. Ze was decennialang lerares aan de Academie voor Schone Kunsten in Eeklo. Jeanne Hebbelynck volgde privéles bij haar.
Na de dood van haar moeder en zus (die een klassiek gevormde musicienne was) trok ze zich terug in het klooster van de Zusters van Barmhartigheid in Lovendegem.
Het solitaire en teruggetrokken bestaan woog soms zwaar door: Adelina Acart scheen er na verloop van tijd zelfs wat ziekelijk van te worden:" Je ne sais plus rien de ce qui se passe car depuis des semaines je dois rester tranquille et le plus souvent au lit le médecin dit que
c’est fou les battements de mon cœur, si faible et si irrégulier, il est trop fatigué et il n’y a que le repos
prolongé qui puisse remettre cela, je suis bien portante à part cela et je m’efforce de bien me nourrir, j’ai
un autre remède. J’ai peint tout de même: un peu peindre, une heure au lit, un peu peindre et ainsi de
suite."[182]
Referentie
Literatuur 
Vrouwelijke schilders in Gent (1880-1914), een socio-historische studie. (Karel Blondeel) http://www.ethesis.net/schilders/schilders_hfst_3.htm

Ze had in 1894 haar eerste tentoonstelling in de Rotonde van de Universiteti van Gent. In 1907 stelde zij tentoon samen met Clémence Droesbeke en Albert Julien Toefaert in de Cercle Artistique et Littéraire in Gent.